# Blair Csuti
Blair Alexander Csuti (Cleveland, 1945. december 21. – 2020. július 26.) amerikai biológus.

## Élete
Apai nagyszülei Veszprém megyéből származtak, s még tizenévesként vándoroltak ki az Egyesült Államokba, Cleveland városába. Édesapjának, Alexandernek (Alex S.; 1916–1978) öt lánytestvére volt. Édesanyja Nehéz Olga Mária (Robin M. Child; 1921–2010) katonai lelkész volt. Anyai nagyszülei Borsod és Szatmár megyéből származtak, és szintén gyerekkorukban emigráltak Clevelandbe. Édesapja katonai szolgálata alatt Dél-Kalifornia és Dél-Florida között ingáztak, míg végül 1950-ben Kaliforniában telepedtek le.
1951-től Inglewoodban kezdte az elemi iskolát, majd Norwalkban folytatta. A 7. osztályt Los Angelesben kezdte, majd a Northridge Junior High Schoolban folytatta tanulmányait. A középiskoláit a James Monroe HS és a Grover Cleveland HS-ben végezte, ahol 1963-ban érettségizett. A San Fernando Valley State College-ba jelentkezett, majd a mesteri fokozatra vadvilági biológiára vették fel a Humboldt State Universityre, de az elvégzéshez szükséges idő miatt újra a San Fernando Valley State College-ba ment vissza, és itt szerezte diplomáját biológiából (1969; ma California State University, Northridge). Nyaranta a filmiparban dolgozott mint kisegítő munkás. Doktori tanulmányait 1969-ben kezdte a Kaliforniai Egyetemen, ahol 1977-ben végzett.
1979-ben zoológusként helyezkedett el Sacramentóban, 1984-ben vezetői pozícióba került San Franciscóban. 1986-ban a Stanford Universityvel működött együtt, majd egy év múlva Portlandbe költözött. A következő 9 évben a University of Idahón dolgozott. 1997-ben a portlandi Oregon Zooban kezdett el dolgozni. 2009-től a 2014-es nyugdíjba vonulásáig az Oregon State Universityn dolgozott.

## Művei
- 1980. Type specimens of Recent mammals in the Museum of Vertebrate Zoology, University of California, Berkeley. University of California Publications in Zooloogy 114
- 1997/2001. Atlas of Oregon Wildlife (tsz.)
- Biology, Medicine, and Surgery of Elephants (tsz.)
- 2001. The Elephant’s Foot